# Maisie McDaniel
Pour les articles homonymes, voir McDaniel.
Maisie McDaniel, née le 28 octobre 1939 à Londres et morte le 28 juin 2008 à Sligo, est une chanteuse irlandaise de country.

## Biographie

### Enfance et famille
Maisie McDaniel est née Mary Anne McDaniel dans le quartier de Kensington à Londres en Angleterre le 28 octobre 1939. Ses parents sont Paddy McDaniel, originaire de Sligo, et Lizzie (née Wynne). Elle a trois sœurs et deux frères. Peu de temps après sa naissance, la famille retourne à Sligo et McDaniel grandit à Garavogue Villas, Sligo. Elle fréquente le couvent des Sœurs de la Miséricorde et, après son départ, commence sa carrière en tant que chanteuse.

### Carrière
Avec ses sœurs, McDaniel est une chanteuse à succès à la feiseanna[Quoi ?] locale et à An Tóstal (en), dans le comté de Leitrim à la fin des années 1950. Pour sa première tournée en Angleterre, son père programme des concerts dans des clubs irlandais à travers le pays, avec l'impresario George O'Reilly qui devient son manager après cette première tournée. C'est O'Reilly qui l'associe au Fendermen en tant que groupe de soutien, et lui suggère d'adopter un style country et western. Ce style comprend le port d'une tenue de cow-girl, avec une veste à franges, une jupe swing et des bottes blanches mi-mollet. Dans ce nouveau format, le groupe connaît un succès instantané, obtenant des réservations cinq nuits par semaine dans des pubs, des hôtels, des festivals locaux, des dancehalls, des mairies et des salles de tempérance à travers l'Irlande,,.
McDaniel est parmi les premières artistes féminines à sortir des disques singles, enregistrant avec Fontana Records des ballades pop pour commencer puis des reprises de chanteurs country, ainsi que des chansons locales. En 1961, elle sort son premier single sur Beltona Records, Forty shades of green avec en face B Lovely Armoy, puis le single Christmastide in Ireland avec en face B The old pigsty. D'autres enregistrements sont couronnés de succès grâce aux ventes et à la radio avec Blackboard of my heart, Roomful of roses et This song is just for you. Elle fait régulièrement des apparitions dans les programmes de Radio Éireann, notamment avec Maureen Potter. Elle est une invitée fréquente sur RTÉ jusqu'en 1964, apparaissant dans les émissions Curtain up et Showband show. Elle présente ensuite son propre programme, Jamboree, devenant la première chanteuse country irlandaise à avoir sa propre émission à la télévision. Elle apparaît également sur Ulster Television et pour l'émission spéciale de Noël 1963 à la télévision galloise. En juin 1963, elle est l'invitée d'honneur du concert de Jim Reeves à Sligo. La même année, elle est élue chanteuse numéro un en Irlande par le lectorat du magazine Spotlight,.
À l'apogée de sa popularité fin 1964, O'Reilly l'associe au groupe Nevada Showband et planifie une tournée intensive. Le 21 janvier 1965, après seulement quelques semaines de tournée, McDaniel est grièvement blessé dans un accident de voiture près de Kells dans le comté de Meath, alors qu'elle se rend à une représentation. Elle passe plusieurs semaines à l'hôpital et pendant plusieurs années, elle subit une série d'opérations majeures pour reconstruire une hanche brisée. Eileen Kelley prend sa place avec le Nevada Showband. Elle manque également le Concours Eurovision de la chanson 1965 ainsi qu'une tournée en France et en Allemagne.
McDaniel recommence tout juste à marcher lorsqu'elle épouse Fintan Stanley le 22 mai 1965. Stanley est accordéoniste et joue dans des clubs et des cabarets lorsque le couple déménage en Angleterre. Après avoir récupérée, McDaniel rejoint son mari au cabaret, et O'Reilly les convainc de retourner en Irlande en 1969. Elle revient à la télévision RTÉ apparaissant sur Hootenanny, et son mari a formé les Ramblers, plus tard les Nashville Ramblers. Le succès est de courte durée et ayant subi un certain nombre de fausses couches, McDaniel quitte le groupe et retourne à Sligo pour récupérer. Le couple achète un terrain, y compris la maison associée à WB Yeats, Drumcliffe Rectory. Ils jouent localement dans des clubs et des concerts et ont une fille, Lisa, en 1973. Le mariage est en difficulté, son mari déménage au Massachusetts aux États-Unis en 1976, où il obtient le divorce.

### Fin de vie
McDaniel devient alcoolique, ce qui la conduit à une hospitalisation de trois semaines. Elle rejoint les Alcooliques anonymes, récupérant suffisamment pour trouver un emploi dans une usine de Sligo. Elle abandonne son travail deux ans plus tard en raison de sa hanche endommagée et d'un autre accident de voiture. La Commission foncière achète par préemption 15 acres de terrain que McDaniel possède avec Stanley en 1970 à Rathcormac dans le comté de Sligo, et ils vendent Drumcliffe en 1977. L'annulation de son mariage est refusée ce qui l'empêche de se remarier dans une église. Elle vit avec son partenaire, Frank Duskey, le prêtre local refusant de la confesser. McDaniel et Duskey ont des problèmes de violations de contrôle. Le couple vit dans un mobile home dans un champ appartenant à McDaniel près de Rathcormac, et plus tard Duskey est condamné à une amende pour avoir dirigé une entreprise de soudage à partir de ce site. McDaniel enregistre une anthologie de ses tubes en 1985, mais ce n'était pas un succès.
Elle meurt subitement le 28 juin 2008 à son domicile de Yeats Drive, Cranmore à Sligo, où elle vivait avec son partenaire depuis 20 ans, Tommy McGowan. En 2009, sa fille enregistre un album des tubes de sa mère,.